# A trolibusz (Słupsk)
A słupski A jelzésű trolibusz a Rzymowskiego és a Kopernika között közlekedett. A viszonylatot a Miejski Zakład Komunikacji w Słupsku üzemeltette. A járműveket a Kopernika kocsiszín állította ki. 1985. július 20-án indultak meg a trolibuszok a vonalon. A trolibuszjárat 1999. október 18-án megszüntetésre került. Szerepét a 17-es busz vette át. Ez volt Słupsk első trolibuszvonala.

## Útvonala
| Kopernika felé                                                                                    | Rzymowskiego felé                                                                       |
| ------------------------------------------------------------------------------------------------- | --------------------------------------------------------------------------------------- |
| Rzymowskiego – 11 Listopada – Szczecińska – Tuwima – Deotymy – 9 Marca – Sienkiewicza – Kopernika | Kopernika – Sienkiewicza – 9 Marca – Tuwima – Szczecińska – 11 Listopada – Rzymowskiego |